# Живот је наш
„Живот је наш“ је југословенски филм, снимљен 1948. године у режији Густава Гаврина.

## Радња
Учествујући у пробијању тунела на изградњи омладинске пруге непосредно после рата, Милан бива рањен радећи на једној од првих машинских бушилица. Тешкоће у раду на тунелу су велике, али је он ипак завршен на време. Између осталог и заслугом Милана, који је, још неизлечен, побегао из болнице и са својом бушилицом олакшао рад. 

## Ликови
| Глумац                 | Улога                         |
| ---------------------- | ----------------------------- |
| Борислав Гвојић        | Милан                         |
| Бахрија Хаџи Османовић | Стана                         |
| Слободан Колаковић     | Воја                          |
| Јован Антонијевић Ђедо | Томас                         |
| Слободан Слободановић  | Вук                           |
| Михајло Фаркић         | Зоран                         |
| Владан Ђорђевић        | Вујке                         |
| Соња Арадски           | Мара                          |
| Бранко Микоњић         | Слободан                      |
| Јозо Бакотић           |                               |
| Драган Балковић        | Власта                        |
| Риста Ђорђевић         |                               |
| Авдо Џиновић           |                               |
| Борислав Глигоровић    | Пуриша                        |
| Петар Говедаревић      | Бора                          |
| Батрић Јовановић       | Командант омладинских бригада |
| Урош Крављача          |                               |
| Тома Курузовић         |                               |

Остале улоге  ▼
| Глумац               | Улога                         |
| -------------------- | ----------------------------- |
| Јелена Љубојевић     | Миланова мајка                |
| Пера Милосављевић    | Душан                         |
| Миодраг Огњановић    | Марко                         |
| Миле Пани            |                               |
| Сафет Пашалић        |                               |
| Милорад Павловић     |                               |
| Крста Станковић      | Радоје                        |
| Миленко Стојадиновић |                               |
| Слободан Стојановић  | Веса                          |
| Михајло Швабић       | Помоћник начелника градилишта |
| Јелена Тодоровић     | Фадила                        |
| Душан Видак          |                               |
| Киро Винокић         | Мића                          |
| Владо Жељковић       | Ибрахим                       |

Комплетна филмска екипа  ▼
| Редитељ                   | Густав Гаврин        |                                               |
| Сценариста                | Влатко Влаткович     |                                               |
| Композитор                | Станојло Рајичић     |                                               |
| Директор фотографије      | Милорад Марковић     |                                               |
| Mонтажер                  | Миодраг Јовановић    |                                               |
| Сценограф                 | Јозо Јанда           |                                               |
| Уметнички директор        | Миомир Денић         |                                               |
| Одсек за шминку           | Иван Лалић           | шминкер                                       |
| Одсек за шминку           | Драгица Миливојевић  | шминкерка (ас Драгица Пласковић)              |
| Одсек за шминку           | Зорица Рандић        | шминкерка (као Зорица Јаковљевић)             |
| Менаџер продукције        | Миодраг Митровић     | директор филма                                |
| Помоћник режије           | М. Ковач             | помоћник редитеља                             |
| Помоћник режије           | М. Миловановић       | помоћник редитеља                             |
| Помоћник режије           | Сава Поповић         | први помоћник редитеља (као Др. Сава Поповић) |
| Одсек за звук             | Војислав Бјењаш      | тонска обрада (као В. Бјењаш)                 |
| Одсек за звук             | Ернест Рајх          | тон мајстор                                   |
| Одсек за камеру и расвету | Драгољуб Караџиновић | пратилац камере                               |
| Одсек за камеру и расвету | Никола Мајдак        | пратилац камере                               |
| Одсек за камеру и расвету | Ирена Марковић       | пратилац камере                               |
| Одсек за камеру и расвету | Димитрије Штедан     | пратилац камере                               |
| Одсек за монтажу          | Александар Зиц       | графички уредник                              |
| Музички одсек             | Крешимир Барановић   | диригент                                      |
| Музички одсек             | Лида Фрајт           | музички уредник                               |